# Phulbani
Phulbani (o Phulabani) è una città dell'India di 33.887 abitanti, capoluogo del distretto di Kandhamal, nello stato federato dell'Orissa. In base al numero di abitanti la città rientra nella classe III (da 20.000 a 49.999 persone).

## Geografia fisica
La città è situata a 20° 28' 0 N e 84° 13' 60 E e ha un'altitudine di 484 m s.l.m..

## Società

### Evoluzione demografica
Al censimento del 2001 la popolazione di Phulbani assommava a 33.887 persone, delle quali 17.895 maschi e 15.992 femmine. I bambini di età inferiore o uguale ai sei anni assommavano a 3.986, dei quali 2.105 maschi e 1.881 femmine. Infine, coloro che erano in grado di saper almeno leggere e scrivere erano 25.768, dei quali 14.892 maschi e 10.876 femmine.